# ニュース645 (NHK盛岡放送局)
ニュース645は、NHK盛岡放送局が土曜日、日曜日に放送している夕方の『NHKニュース』のローカルニュース番組である。なお、番組内でのタイトル表記は「NHKニュース盛岡」（－もりおか）となっている。
2020年の改編で仙台から東北地方のニュース・気象情報に変更されるため、3月29日をもって終了。
2022年4月より、仙台発のニュースに代わり、土曜『Iwateen』日曜『岩手ぜんぶ推し！』が開始。これらの後半で県内ニュース・天気予報を伝えており、縮小して復活した形となっている。
2024年4月の日曜より、『岩手ぜんぶ推し!』に代って『おばんですいわてサンデー』の放送が開始される予定。

## 内容
- 岩手県内の夕方までに入ってきたニュースを伝える。まれに東北各地からのニュースリポートの日もある。18時53分からは気象情報となり、前半は東京渋谷・NHK放送センターのスタジオから全国の天気予報（2019年度までネット受け・2022年度以降ネット受けせず[1]）、後半は岩手県内の天気予報である。岩手の天気予報の前には、NHK屋上からの情報カメラの映像があり、その時間の気温、湿度、風が表示される。

## 放送時間
- 18時45分 - 19時（実質的には18時59分）
- EPG上は18時53分以降の「気象情報」が独立しているが、東京から盛岡に戻った後の天気予報は、ニュース担当のアナウンサーがそのまま進行する。気象情報後のクレジットも「NHKニュース 終」であり、盛岡放送局としては一体の番組として制作している。
- 2016年度から祝日は番組自体休止し、仙台発の東北地方のニュースを放送する。

## 担当アナウンサー
- 基本的に盛岡放送局のアナウンサーが交代で担当
- 2019年7月までは上原康樹が担当することが多かった。上原は、ポイント予報で独特の語り（「午前3時、真夜中の雲、県内を隠して」、「午前6時、三陸からの日の出、顔を出し」など）となる場合があり、これが視聴者から支持されていたが、2010年5月より、ポイント予報が市町村ごとの天気に変わっている。

## 関連番組
- NHKニュース
- おばんですいわて（平日夕方のニュース番組）